# João Pedro (Fußballspieler, November 1996)
João Pedro Maturano dos Santos, genannt João Pedro, (* 15. November 1996 in Presidente Bernardes, São Paulo) ist ein brasilianischer Fußballspieler. Er spielt auf der Position eines rechten Abwehrspielers.

## Karriere

### Verein
João Pedro begann mit dem Fußballspiel im Nachwuchsbereich verschiedener Klubs in der Region von São Paulo. 2012 kam er zur SE Palmeiras, wo ihm 2014 der Sprung in den Profikader gelang. Sein erstes Spiel fand am 17. September in der obersten Spielklasse Brasiliens statt. Am 22. Spieltag der Série A 2014 empfing man den CR Flamengo. In der Partie stand er in der Anfangsformation. Ein Tag nach seinem Debüt erhielt der Spieler eine Vertragsverlängerung mit einer Laufzeit bis September 2019. Sein vorheriger Vertrag wäre im Dezember 2015 ausgelaufen. Der neue Kontrakt enthielt Ablösesummen für Klubs aus Brasilien in Höhe von zwölf Millionen Real und für ausländische Klubs in Höhe von 61 Millionen Real.
Bis zum Ende der Meisterschaft lief er in allen Spiele als Starter auf. Im Heimspiel gegen den Grêmio FBPA am 11. Oktober erzielte er sein erstes Profitor. An diesem 28. Spieltag traf er in der 75. Minute zum 2:1-Endstand. Im Folgejahr fand sich João Pedro meist auf der Reservebank wieder. In der Série A 2015 trat er nur zwei Mal an. Beim Titelgewinn der Copa do Brasil 2015 stand er drei Mal auf dem Platz, erzielte aber keine Tore, so auch im Finalspiel am 2. Dezember. In der Série A 2016 stand er auch selten im Kader. So trat er zum Gewinn des Meistertitels in nur einem von 38 möglichen Spielen an.
Zum Jahreswechsel wurde João Pedro an Chapecoense ausgeliehen. Nach dem Unglück des LaMia-Flugs 2933 musste sich der Klub eine neue Mannschaft aufbauen. Trat João Pedro für dem Klub in der Staatsmeisterschaft von Santa Catarina noch in zwölf Spielen (ein Tor) an und konnte hier den Titel gewinnen, so fand er in der Série A 2017 kaum Berücksichtigung. Zur Saison schloss sich ein weiteres Leihgeschäft an. João Pedro ging zum EC Bahia. Der Kontrakt erhielt eine Laufzeit bis Jahresende. Mit Bahia konnte er die Staatsmeisterschaft gewinnen. Kurz nach Beginn der Série A 2018 wurde sein erneuter Wechsel bekannt.
João Pedro wagte den Sprung ins Ausland. Am 7. Juni 2018 wurde er als Neuzugang beim portugiesischen Klub FC Porto bekannt gegeben. Der Kontrakt erhielt eine Laufzeit über fünf Jahre. Der Klub versetzte ihn für die Saison 2018/19 in die zweite Mannschaft. Mit dieser trat er in der Segunda Liga an. Sein erstes Spiel in der LigaPro 2018/19 fand am 18. August daheim gegen den SC Farense statt. Im Spiel gegen den Leixões SC am 9. März 2019 erzielte er gegen den Gast in der 74. Minute sein erstes Tor für Porto. Nach Beendigung der Saison kehrte João Pedro in seine Heimat zurück. Für die erste Mannschaft hat er in der Zeit nur zwei Spiele in der Taça da Liga 2018/19 bestritten.
Der EC Bahia schloss mit Porto ein Leihgeschäft bis Jahresende 2020 ab. Im August 2020 musste sich João Pedro aufgrund einer Läsion im Knorpel der Patella des linken Knies einer Arthroskopie unterziehen. Im Januar 2021 verlängerte der Klub die Leihe bis Juni des Jahres. Erst in der Copa do Nordeste 2021 stand der Spieler nach seiner Verletzung wieder auf dem Platz. Man empfing am 6. März den Botafogo FC (PB). In der Partie wurde er in der 78. Minute für Danielzinho eingewechselt.
Nach Beendigung der Leihe kehrte der Spieler nicht nach Portugal zurück. Am 31. August 2021 gab der SC Corinthians die Leihe von João Pedro bekannt. Die Leihe wurde bis zum Juni 2022 befristet. Er wurde als zweiter rechter Verteidiger hinter Fagner vorgesehen. In der Saison kam er für Corinthians nur noch zu einem achtminütigen Einsatz. In der Série A 2021 wurde er am 35. Spieltag beim Ceará SC in der 82. Minute für Fagner eingewechselt. Auch bei dem Klub aus São Paulo kam er auch 2022 zu wenig Spielzeit, so dass sein Vertrag nach Auslaufen nicht erneuert wurde. Bei seinem Stammklub Porto spielte er weiterhin keine Rolle in der Kaderplanung. Am 13. Januar 2023 wurde dann sein Wechsel zur Grêmio FBPA bekannt. Der Kontrakt erhielt eine Laufzeit über ein Jahr mit der Option einer Verlängerung um ein weiteres.

### Nationalmannschaft
João Pedro wurde im November 2014 für die Jugendmannschaft Brasiliens nominiert. Mit dieser sollte er in U-20-Fußball-Südamerikameisterschaft 2015 antreten. In dem Turnier stand er in sechs Spielen auf dem Platz. Danach folgte ein Freundschaftsspiel gegen die Nachwuchsauswahl Portugals. Dieses diente der Vorbereitung auf die U-20-Fußball-Weltmeisterschaft 2015. Auch an dieser durfte João Pedro teilnehmen. Er trat hier in allen sieben Partien an. Erst im Finale musste man sich Serbien geschlagen geben.

## Erfolge
Palmeiras
- Copa do Brasil: 2015
- Campeonato Brasileiro de Futebol: 2016

Chapecoense
- Staatsmeisterschaft von Santa Catarina: 2017

Bahia
- Staatsmeisterschaft von Bahia: 2018, 2020
- Copa do Nordeste: 2021

Grêmio
- Staatsmeisterschaft von Rio Grande do Sul: 2023, 2024
- Recopa Gaúcha: 2023